# Collina degli stivali
Collina degli stivali (in inglese Boot Hill) è il nome che fu dato ad alcuni cimiteri situati negli Stati Uniti.

## Caratteristiche

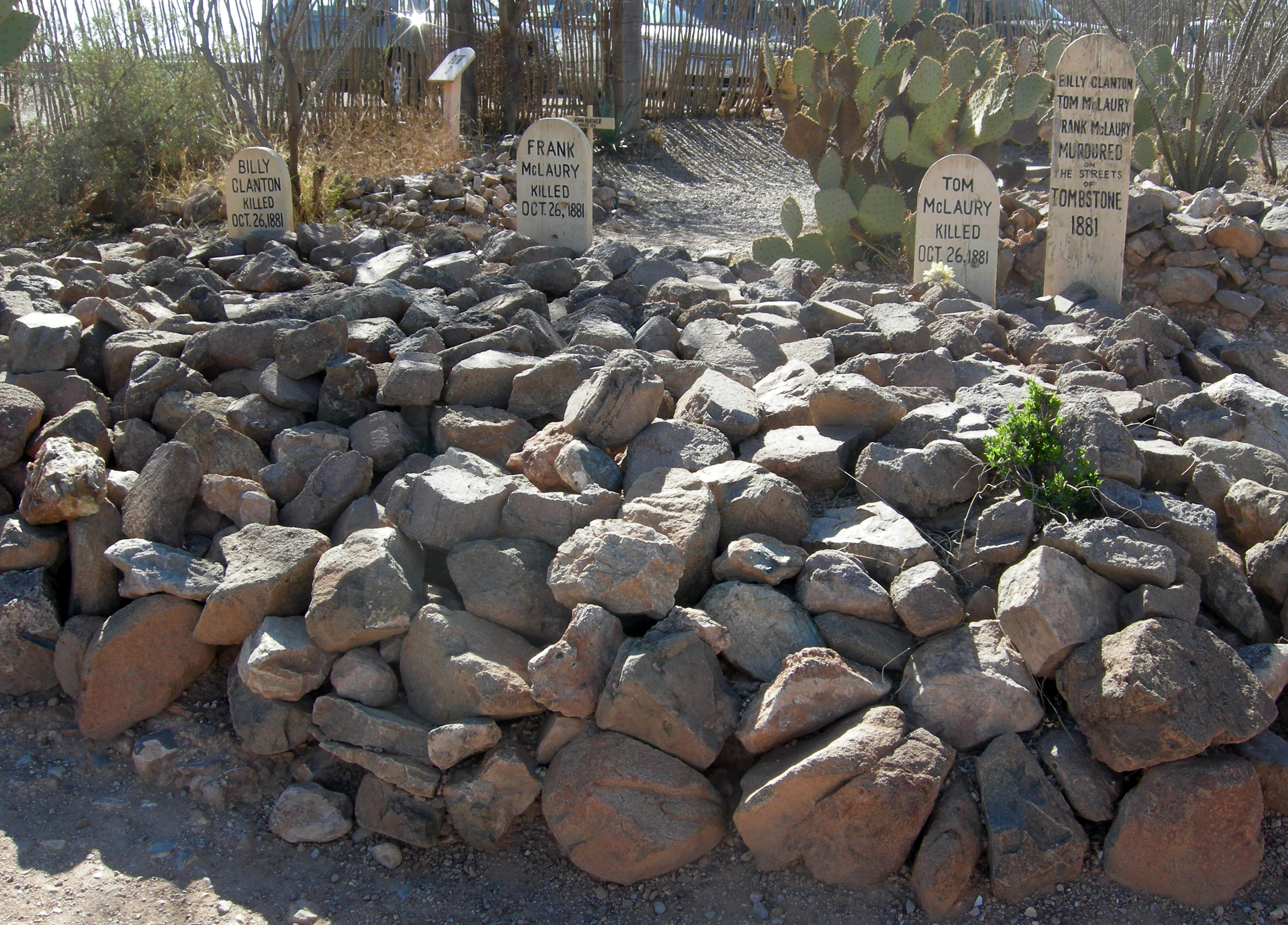

Tra le altre è famosa l'altura presso la borgata di Dodge City, nel Kansas orientale, che ebbe una breve e tumultuosa notorietà al tempo della costruzione della ferrovia per Santa Fé (anni settanta del XIX secolo).
L'altura era occupata da un cimitero, in cui venivano sepolti tutti coloro che non erano morti di malattia nel loro letto, bensì con gli stivali ai piedi (da qui il nome di Boot Hill), ossia di morte violenta.
Una versione racconta che il nome di questi cimiteri era dato dal fatto che gente di passaggio che moriva in queste città veniva sepolta in luogo a parte e senza bara; la fossa veniva scavata talmente poco che alle prime piogge saltavano fuori le punte degli stivali di queste persone sepolte in malo modo.
Da una canzone dell'epoca: «Some of them died of lead poisoning / And some for want of brea / But of all the ways there are of dying / They all took violent death!» Ossia: «Alcuni di loro morirono avvelenati dal piombo (cioè abbattuti dai proiettili) e alcuni per mancanza di fiato (cioè impiccati). Ma di tutte le maniere che ci sono di morire tutti scelsero la morte violenta!».